# Gracias por la propina
Gràcies per la propina o Gracias por la propina (1997) es una película española dirigida y escrita por Francesc Bellmunt (basada en la novela de Ferran Torrent).

## Argumento
La historia transcurre en un pueblecito pobre de Valencia (llamado Benicorlí) durante los años de la posguerra, en una época de represión. Dos hermanos solteros de mediana edad ejercen de padre y madre de sus dos sobrinos huérfanos: Ferran y Pepín Torres. Juntos forman una familia liberal que contrasta con el convencionalismo de los tiempos que corren. Tras la muerte de la madre (interpretada por Mercedes Lleixà), y ya que su padre murió cuando eran pequeños, van a vivir con sus tíos y su abuelo, una vez expulsados de los jesuitas, colegio donde su madre les ingresó antes de morir, comienza su auténtica vida. Desde su amigo "Gamenyo" quien les crea su ética, su pérdida de la virginidad en una casa de prostitutas, los días de cine cada semana y la vida laboral. Los dos hermanos viven viendo como mueren sus familiares y ganándose la vida como pueden. Finalmente le preparan una velada romántica a su tío nada típica para la época como muestra de amor y afecto a la persona que les ha cuidado toda su vida. 

## Reparto
Su reparto se compone de actores como Santiago Ramos (tío Tomás), Juli Mira (tío Ramonet), Saturnino García (Carraca, compañero inseparable de Tomás), Naím Thomas (Pepín Torres, adolescente), Jesús Bonilla (como cabo de la Guardia Civil) o Montse Guallar (Elisa) entre otros. En la versión catalana Santiago Ramos fue doblado por Lluís Marco.
Entre las localizaciones del rodaje figuran la localidad de Alcanar, Barcelona, Valencia, Granollers, Cálig, Cervera del Maestre, El Prat de Llobregat y Matadepera.